# Osborne Riviere
Osborne Riviere (* 1932 (?); † 23. November 2017) war ein dominicanischer Politiker. Er war Außenminister und kurzzeitig Ministerpräsident der Karibikinsel.
Riviere wurde 2001 von Ministerpräsident Pierre Charles zum Außenminister ernannt. Nachdem Charles schwer erkrankt war, übernahm Riviere im November 2003 dessen Amtsgeschäfte. Zwei Tage nach Charles’ Tod übergab er am 8. Januar 2004 die Führung des Landes an Roosevelt Skerrit.
Riviere gehörte der Dominica Labour Party an.